# Burg- und Schlossmuseum Jägersburg

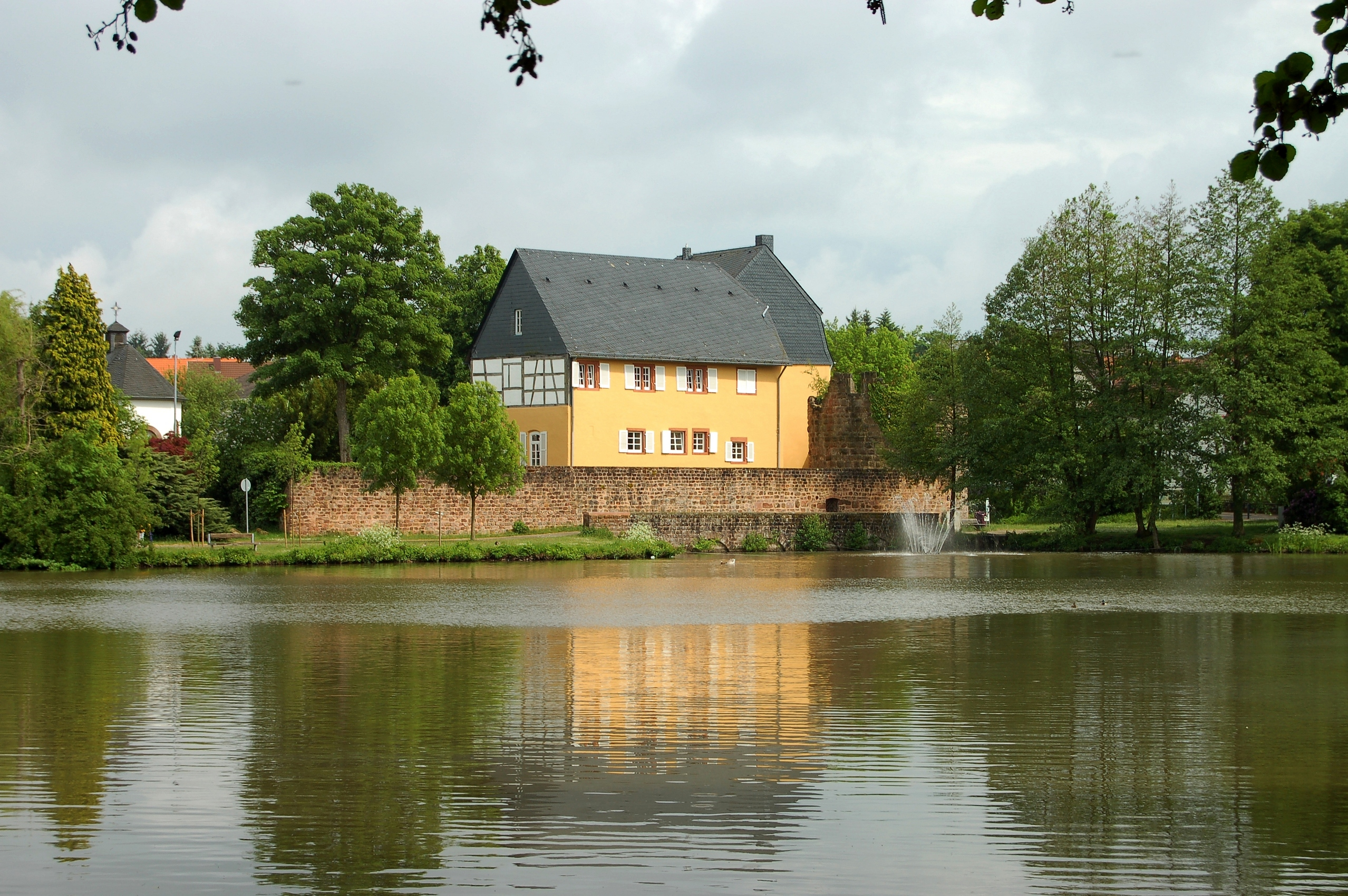
Die Gustavsburg in Jägersburg

Das Burg- und Schlossmuseum Jägersburg ist ein Heimatmuseum in Homburger Stadtteil Jägersburg. Es wurde 1984 vom Heimat- und Verkehrsverein Jägersburg gegründet und ist in der Gustavsburg, einer alten Stauferburg, untergebracht. 
Der Eintritt ist frei. Das Museum ist an jedem Sonn- und Feiertag in der Zeit von Mai bis Oktober geöffnet.

## Die Sammlungen des Museums

### Keltenzeit
Aus den umliegenden Hügelgräbern konnten zahlreiche Funde geborgen werden. Das Museum zeigt einen Querschnitt dieser Artefakte aus der Zeit von 600 bis 80 v. Chr., sowie Funde aus gallorömischer Zeit.

### Burg Hattweiler/Gustavsburg
Den Kernpunkt der Sammlungen stellen allerdings die Herzöge von Zweibrücken, zu deren Domäne der Ort schon zu Beginn des 15. Jh. gehörte. Es finden sich Repliken der Greinberg-Sammlung (Originale im Schlossmuseum Heidelberg), die nahezu alle Porträts der Herzöge beinhaltet neben Malern aus Zweibrücken, wie unter anderem Ziesenis und Mannlich in den Räumen und verdeutlichen den Erholungsaspekt des Ortes, der schon seit dem 15. Jahrhundert den Herrschenden zur Entspannung diente. Gerade von Mannlich finden sich die Repliken berühmter Bilder in der Galerie, darunter sein Selbstbildnis (Original in Schloss Ludwigshöhe, Edenkoben), die herzogliche Familie im Stile von Bouché gemalt und das Porträt des Herzogs Christian IV.

### Jagdschloss Jägersburg
Das naturgetreue Modell des ehemaligen Jagdschlosses Herzog Christian IV., von dem schon Goethe berichtete, zeigt den Prunk einer untergegangenen Epoche. Da sich keine Pläne von dem „Märchenschloß“ (so Goethe) erhalten haben, sind Radierungen und zwei Aquarelle Leclerqs (Repliken der Familie Ermer) aus jener Zeit besonders wichtig. Sie dienten Marcel Graf und seinem Sohn Paul als Vorlage für das Modell. Der Architekturhistoriker Ralf Schneider zeichnete hierzu die entsprechenden Pläne.

### Archivaliensammlung/Siegelsammlung
Etwa 30.000 Blatt an Urkunden, die das Werden des Ortes begleiteten und von namhaften Verfassern besiegelt wurden, liegen hier neben einer umfangreichen Siegelsammlung von Feudalherren, die mit Jägersburg unmittelbar zu tun hatten. Dazu gehören auch Siegel der Könige von Schweden, die zeitweilig das Sagen in Jägersburg hatten.